# عزیزم (ترانه شوگرلند)
«عزیزم» (به انگلیسی: Babe) تک‌آهنگی از هنرمند اهل ایالات متحده آمریکا، شوگرلند به همراه خوانندهٔ آمریکایی تیلور سوئیفت است.

## جوایز و نامزدی‌ها
| سال  | سازمان                     | جایزه             | نتیجه    | م.          |
| ---- | -------------------------- | ----------------- | -------- | ----------- |
| ۲۰۱۸ | جوایز انجمن موسیقی کانتری  | ویدئوی سال        | نامزدشده | [ ۲ ] [ ۳ ] |
| ۲۰۱۹ | جوایز آکادمی موسیقی کانتری | ویدئوی سال        | نامزدشده | [ ۴ ]       |
| ۲۰۱۹ | جوایز سی‌ام‌تی میوزیک        | ویدئوی دونفرهٔ سال | نامزدشده | [ ۵ ]       |
| ۲۰۱۹ | جوایز سی‌ام‌تی میوزیک        | ویدئوی مشترک سال  | نامزدشده | [ ۵ ]       |
| ۲۰۱۹ | جوایز گولدن بوت            | موزیک ویدئوی سال  | نامزدشده | [ ۶ ]       |
| ۲۰۱۹ | جوایز گولدن بوت            | همکاری سال        | برنده    | [ ۶ ]       |

## جدول‌های موسیقی
| جدول (۲۰۱۸)                                | بهترین جایگاه |
| ------------------------------------------ | ------------- |
| کانادا (۱۰۰ تک‌آهنگ داغ کانادا)             | ۹۴            |
| کانتری کانادا (بیلبورد)                    | ۱۶            |
| هیت‌سیکرز نیوزیلند (آرام‌ان‌زد)               | ۱۰            |
| اسکاتلند (اوسی‌سی)                          | ۶۴            |
| دانلود تک‌آهنگ‌های بریتانیا (اوسی‌سی)         | ۷۲            |
| بیلبورد هات ۱۰۰ ایالات متحده               | ۷۲            |
| کانتری ایرپلی ایالات متحده (بیلبورد)       | ۱۷            |
| ترانه‌های داغ کانتری ایالات متحده (بیلبورد) | ۸             |

| جدول (۲۰۱۸)                                | جایگاه |
| ------------------------------------------ | ------ |
| ایرپلی کانتری ایالات متحده (بیلبورد)       | ۵۰     |
| ترانه‌های داغ کانتری ایالات متحده (بیلبورد) | ۳۵     |

## تاریخچه انتشار
| منطقه        | تاریخ         | قالب(ها)                | ناشر(ها)           | م.     |
| ------------ | ------------- | ----------------------- | ------------------ | ------ |
| گوناگون      | ۲۰ آوریل ۲۰۱۸ | دانلود دیجیتال پخش جاری | بیگ مشین           | [ ۱۷ ] |
| ایالات متحده | ۲۰ آوریل ۲۰۱۸ | رادیو کانتری            | بیگ مشین یونیورسال | [ ۱۸ ] |